# Paul Azinger
Paul William Azinger, né le 6 janvier 1960 à Holyoke, Massachusetts est un golfeur américain.
Passé professionnel en 1981, il remporte 11 titres sur le PGA Tour. Dans les tournois du Grand Chelem, il termine à un coup du vainqueur Nick Faldo lors de l'édition 1987 du British Open. Enfin en 1993, il remporte le titre lors de l'USPGA 1993.
Après que l'on lui ait diagnostiqué un cancer, il continue d'être actif dans le monde du golf. Il a également écrit un livre, Zinger, décrivant sa bataille contre la maladie.
Il a été nommé capitaine pour l'édition 2008 de la Ryder Cup qui a eu lieu sur le sol américain à LouisVille. Lors de celle-ci, il gagne la bataille tactique qui l'oppose au capitaine européen, son ancien rival des greens, l'Anglais Nick Faldo. Il arrive dans un premier temps à faire changer le mode de sélection de l'équipe américaine, obtenant ainsi le droit de choisir quatre des 12 hommes composant son équipe au lieu de deux dans les éditions précédentes. Puis, il fait inverser l'ordre des rencontres de double, les foursomes devançant le 4 balles meilleure balle, épreuve traditionnellement dominée par les européens afin de ne pas donner à ceux-ci un avantage psychologique en début de compétition. Finalement, l'équipe américaine, après trois éditions remportées par l'Europe, remporte à nouveau le trophée.

## Palmarès

### Ryder Cup
- Victoire en 1991, 1993
- Participation en 1989 (nul)[1], 2002
- Vainqueur de la Ryder Cup 2008 en tant que capitaine de l'équipe des États-Unis (16½ à 11½)[2]

### PGA Tour
- 1987 Phoenix Open, Panasonic Las Vegas Invitational, Canon Sammy Davis Jr.-Greater Hartford Open
- 1988 Hertz Bay Hill Classic
- 1989 Canon Greater Hartford Open
- 1990 MONY Tournament of Champions
- 1991 AT&T Pro-Am
- 1992 The Tour Championship
- 1993 Memorial Tournament, New England Classic, USPGA
- 2000 Sony Open d'Hawaii

### Circuit européen
- 1990 BMW International Open
- 1992 BMW International Open

### Autres victoires
- 1994 Wendy's 3-Tour Challenge (avec Fred Couples et Greg Norman)

### Compétitions par équipes
- Coupe du monde: 1989
- Presidents Cup : 1994 (Assistant capitaine), 2000